# Pseudomyrmex sericeus
Pseudomyrmex sericeus es una especie de hormiga del género Pseudomyrmex, subfamilia Pseudomyrmecinae. Esta especie fue descrita científicamente por Mayr en 1870.

## Distribución
Se encuentra en Belice, Brasil, Colombia, Costa Rica, Ecuador, Guatemala, México, Panamá, Paraguay y Trinidad y Tobago.